# Charaxes nichetes
Charaxes nichetes is een vlinder uit de familie van de Nymphalidae. De wetenschappelijke naam van de soort is voor het eerst geldig gepubliceerd in 1883 door Henley Grose-Smith.